# 游信義
游信義（1972年10月6日—），台灣新北市新店區人，基督徒，青年創業家並積極關懷公共事務。曾任安定力量聯盟秘書長（於2018年7月卸任），曾任幸福盟公民行動總召（於2019年10月卸任），畢業於私立東海大學法律系，現於台大國家發展研究所進修。

## 經歷
游信義出生於新店，父親原為礦工，60年代礦業沒落後轉行為貨車司機。
國高中時代就讀私立及人中學，與時代力量立法委員黃國昌是國中同學。並於2017年8月21日遞交三萬份罷免案連署書至新北市選舉委員會要罷免黃國昌。
東海大學法律系畢業，台灣大學國家發展研究所進修。

### 參選立委
2015年，游信義由信心希望聯盟提名，參與2016年中華民國立法委員選舉，選區為新北市第六選區，最後落選。

## 政治立場

### 反同性婚姻
2016年12月26日，立法院司法及法制委員會審查同性婚姻《民法》修法草案時，游信義與抗議群眾翻牆進入立法院，遭到壓制造成臉部挫傷，並受束帶綑綁。 12月29日，游信義與幸福盟趙曉音牧師，率眾對警方及黃國昌助理提告。
2018年11月19日下午3點半，在「愛家公投」第10案公投意見發表會中，正方代表游信義指出，大法官釋憲第748號是一切的亂源，因為釋憲的結果與民意不符合，應該將人民的意見放在最優先。游信義批大法官釋憲非常糟糕，是一切的「亂源」，他說，如果大法官認為違憲就應該直接修法，為何還要保留不同的形式讓立法機關去定奪。2018年11月27日，於個人臉書動態發布貼文主張公投位階高於憲法，反對同性戀的行為引發諸多爭議。

### 罷免黃國昌

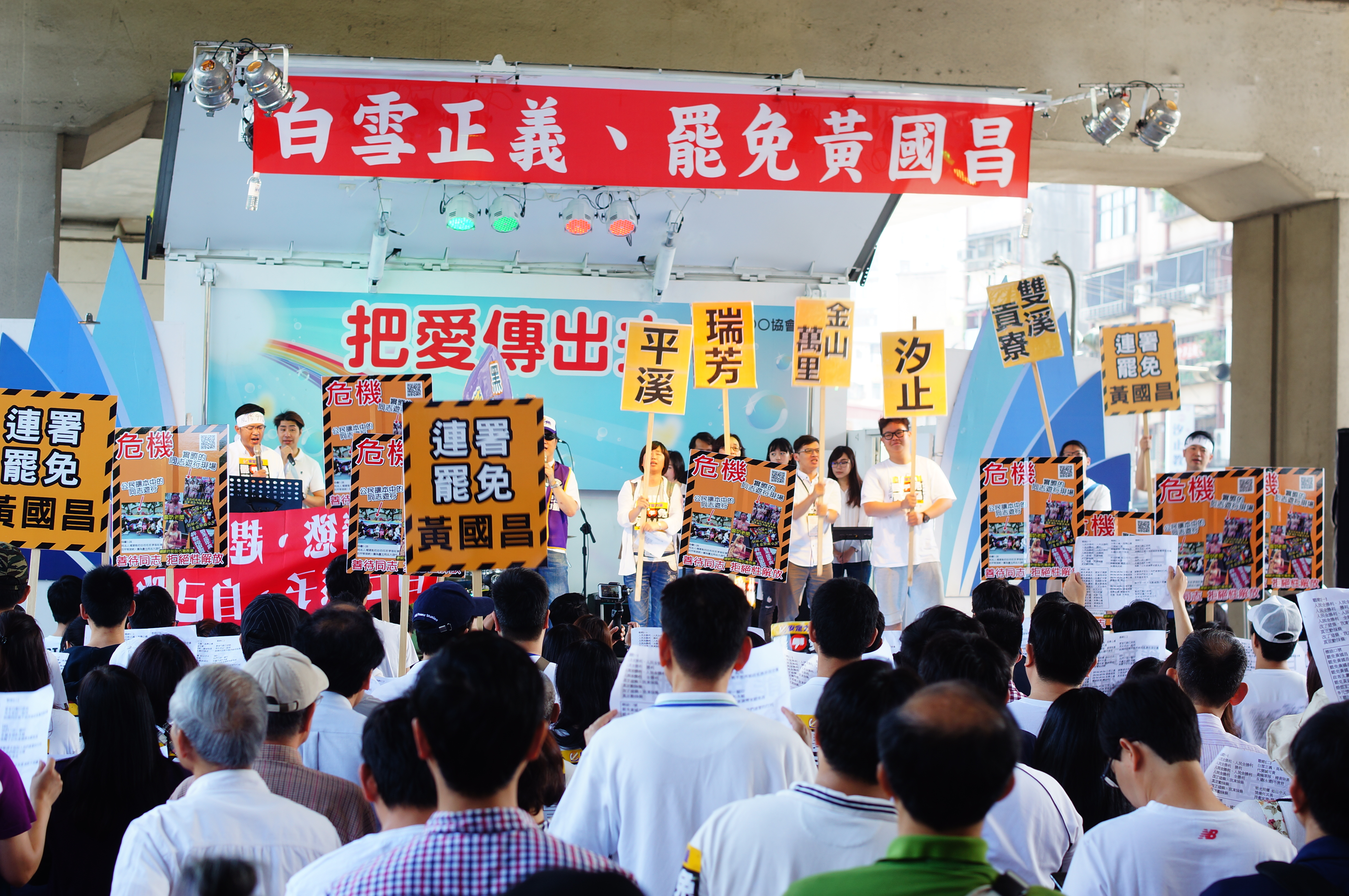
安定力量聯盟於汐止車站舉辦罷免黃國昌造勢活動

2016年11月30日，反同婚團體至黃國昌汐止服務處向黃國昌陳情未果，引發紛爭。孫繼正號招成立北北基安定力量聯盟，游信義擔任秘書長，推動罷免時代力量新北市第十二選舉區立法委員黃國昌。2016年12月24日，聯盟宣布，已超過提案門檻。
2017年3月12日，聯盟在瑞芳車站宣布「拔昌列車」啟動，在選區內火車站繼續號招罷免連署。 3月25日，原訂在汐止車站廣場舉辦「拔昌列車」千人遊行活動，因場地整修延至4月8日。當天僅有數十人騎Youbike至黃國昌服務處快閃抗議。 4月8日，聯盟於汐止火車站舉辦連署活動及遊行，宣稱有2000人參與遊行，當天收到5000份連署書，連署總數已超過1萬5000份。

### 罷免案後
罷免案失敗後，游信義持續關心同婚議題，但鮮少參與安定力量活動，2019年政黨成立也並未出席。2020在臉書上表示，未曾參與安定力量組黨與選舉。

## 參選記錄

### 2016年中華民國立法委員選舉
| 2016年新北市第六選舉區立法委員選舉結果 | 2016年新北市第六選舉區立法委員選舉結果 | 2016年新北市第六選舉區立法委員選舉結果 | 2016年新北市第六選舉區立法委員選舉結果 | 2016年新北市第六選舉區立法委員選舉結果 | 2016年新北市第六選舉區立法委員選舉結果 | 2016年新北市第六選舉區立法委員選舉結果 |
| 號次                                   | 候選人                                 | 政黨                                   | 得票數                                 | 得票率                                 | 當選標記                               |                                        |
| -------------------------------------- | -------------------------------------- | -------------------------------------- | -------------------------------------- | -------------------------------------- | -------------------------------------- | -------------------------------------- |
| 1                                      | 姚玉霜                                 | 台灣工黨                               | 774                                    | 0.53%                                  |                                        |                                        |
| 2                                      | 李建明                                 | 樹黨                                   | 1,816                                  | 1.24%                                  |                                        |                                        |
| 3                                      | 游信義                                 | FH 信心希望聯盟                        | 2,626                                  | 1.79%                                  |                                        |                                        |
| 4                                      | 康仁俊                                 | 親民黨                                 | 4,085                                  | 2.78%                                  |                                        |                                        |
| 5                                      | 莊豐銘                                 | 無黨籍                                 | 1,022                                  | 0.70%                                  |                                        |                                        |
| 6                                      | 李貴寶                                 | 民國黨                                 | 706                                    | 0.48%                                  |                                        |                                        |
| 7                                      | 黃鈞民                                 | 軍公教聯盟黨                           | 473                                    | 0.32%                                  |                                        |                                        |
| 8                                      | 林國春                                 | 中國國民黨                             | 58,050                                 | 39.55%                                 |                                        |                                        |
| 9                                      | 張宏陸                                 | 民主進步黨                             | 77,223                                 | 52.61%                                 |                                        |                                        |
| 選舉人數                               | 選舉人數                               | 選舉人數                               | 215,111                                | 215,111                                | 215,111                                |                                        |
| 投票數                                 | 投票數                                 | 投票數                                 | 149,096                                | 149,096                                | 149,096                                |                                        |
| 有效票                                 | 有效票                                 | 有效票                                 | 146,775                                | 146,775                                | 146,775                                |                                        |
| 無效票                                 | 無效票                                 | 無效票                                 | 2,321                                  | 2,321                                  | 2,321                                  |                                        |
| 投票率                                 | 投票率                                 | 投票率                                 | 69.31%                                 | 69.31%                                 | 69.31%                                 |                                        |

## 著作
- 游信義，〈「施行法」解決爭議了嗎－破壞婚姻制度就是破壞台灣價值[]〉，蘋果日報，A23蘋論陣線，2019年2月22日。

## 外部連結
- （繁體中文）游信義的Facebook專頁